# Hydatostega browni
Hydatostega browni är en tvåvingeart som först beskrevs av Charles Howard Curran 1930.  Hydatostega browni ingår i släktet Hydatostega och familjen styltflugor.
Artens utbredningsområde är Québec. Inga underarter finns listade i Catalogue of Life.